# Spanx
Spanx Inc.  è un'azienda statunitense produttrice di biancheria intima, specializzata in slip e leggings modellanti, fondata nel 2000 ad Atlanta, in Georgia. L'azienda produce principalmente collant e altra biancheria intima per donna e, dal 2010, produce anche biancheria intima maschile. Spanx è specializzata in indumenti destinati a far apparire le persone più magre o più formose.

## Storia
Fondazione:
Dopo essersi laureata alla Florida State University (FSU) nel 1993, Sara Blakely, dipendente del Walt Disney World Resort, è entrata a far parte dell'azienda di cancelleria Danka per vendere fax porta a porta. Nel caldo e nell'umidità della Florida, cercò senza successo di trovare collant che non avessero le punte cucite e che non si arrotolassero sulla gamba dopo averli tagliati.
Investendo i suoi risparmi di 5.000 dollari, si è trasferita ad Atlanta, in Georgia, all'età di 27 anni, dove ha ricercato e sviluppato un concetto di calzetteria prevalentemente da sola. La creazione del prototipo iniziale del prodotto è stata completata nel corso di un anno e ha coinvolto Blakely, sua madre e le sue amiche per testare personalmente i capi. Questo era innovativo all'epoca, poiché l'industria non testava i prodotti con le persone. La ricerca di Blakely ha rivelato che l'industria utilizzava in precedenza la stessa misura per tutti i prodotti di calzetteria per ridurre i costi e inserendo un cordino di gomma. Per lo sviluppo del suo prodotto, Blakely ha creato misure diverse per adattarsi a consumatori di taglie diverse.
Blakely ha finalizzato la sua domanda di brevetto con un avvocato specializzato prima della sua presentazione all'Ufficio brevetti e marchi degli Stati Uniti (USPTO). In seguito alla presentazione della domanda online, Blakely ha lavorato alla confezione del suo prodotto, che intendeva colorare di rosso per audacia, poiché gli altri marchi all'epoca erano tutti confezionati in "beige, bianco o grigio". Inoltre, Blakely ha utilizzato tre immagini animate di donne dall'aspetto diverso, che era anche una novità all'epoca, quando altri marchi mostravano lo stesso tipo di modello femminile.
Ha quindi acquistato con carta di credito il marchio "Spanx" sul sito Web USPTO per 150 dollari.
Il 20 ottobre 2021 è stato annunciato che Sara Blakely, proprietaria di Spanx, aveva venduto una quota di maggioranza dell'attività a Blackstone Group.  La società è stata valutata 1,2 miliardi di dollari. In base all'accordo, Sara Blakely resta come presidente esecutivo.